# Securitas AG
 Ikke at forveksle med Securitas AB.
Securitas AG er en schweizisk familiejet sikkerheds-servicevirksomhed. De har hovedkvarter i Zollikofen, Kanton Bern og regionalkontorer i Basel, Bern, Geneva, Lausanne, Lugano, Lucerne, Neuchâtel, Olten, St. Gallen, Thun og Zürich samt 25 andre afdelinger i Schweiz.
Blandt deres sikkerhedsservices er: Bodyguard, patruljering, transport, overvågning og efterforskning.
Bernese advokat og oberst Jakob Spreng etablerede Securitas AG i 1907.